# يزيد بن حاتم المهلبي
يزيد بن حاتم المهلبي قائد أركان حرب الدولة العباسية في مصر والمغرب العربي، كان يوصف بالقائد العسكري الناجح الذي يخطط للعمليات العسكرية الصعبة، وقد ظهر ذلك في سير معاركه خصوصاً في المغرب العربي، إضافة إلى أنه كان يتمتع بقدر كبير من الذكاء ورجاحة العقل، وكان سياسياً عبقرياً في إدارة الحكم في الأمصار التي كان والياً عليها، وكان من فصحاء العرب وخطباءهم المعروفين، وكان من أجاويد العرب المشهورين بالكرم المسرف كما ذكر ذلك بن رقيق.

## نسبه
أبو خالد يزيد بن حاتم بن قبيضة بن المهلب بن أبي صفرة بن سراق بن صحيح بن كندة بن عمرو بن وائل بن الحارب بن العتك بن الأسد بن عمران بن عمرو (مزبقياء) بن عأمر (ماء السماء) بن حارثة بن امرئ القيس بن ثعلبة بن مازن بن الأزد بن الغوف بن نبت بن مالك بن زيد بن كهلان بن سبأ بن يشجب بن يعرب بن قحطان الأزدي القحطاني. جاء عنه في الموسوعة العربية «هومن أهل بيت كبير اجتمع فيه خلق كثير من الاعيان الفضلاء والنجباء فجده المهلب بن أبي صفرة واخوه روح بن حاتم وعم ابيه يزيد بن المهلب ومن ولده الوزير أبو محمد الحسن بن محمد المهلبي». وكان أبو جعفر المنصور ارسله من ضمن قادة الجيوش التي خرجت لمحاربة لمبد بن حرملة الشيباني فبل بلا حسنانا رغم خسارته حتى قضى على ثورته خازم بن حزيمة.

## ولايته على مصر

### القضاء على ثورة العلويين
وقد ظهر في ولاية يزيد بن حاتم دعوة العلويين بقيادة علي بن محمد من احفاد الحسن بن علي رضي الله عنه وايده خالد بن سعيد الصدفي ومن معه من اليمانية فاستطاع يزيد بن حاتم هزيمتهم والقضاء على دعوتهم في مدينة عسكر.

### القضاء على خارجين النوبة
ثم ان جماعة من الخارجين على العباسيين وانضم إليهم اناس كثير بقيادة رجل جارجي اسمه ابى ميمون اتخذوا من بلاد النوبة قاعدة لهم في الهجوم على جنوب مصر فيفعلون الفساد من قتل ونهب وهتك للحرمات فرسل إليهم يزيد بن حاتم عبد الأعلى بن سعيد الحيشاني بجيشا قويا استطاع أن يلحق الهزيمة بجيش الخارجين وقتل قائدهم ابى ميمون وارسل يزيد بروؤسهم إلى أبو جعفر المنصور وعنده ضم أبو جعفر المنصور برقة إلى ولاية مصر ارضا ليزيد بن حاتم.

### القيام ببعض الانجازات الحضارية
منها قيامه ببناء فسقية للماء في خطة المعافر. وكانت المعافر قد شكت إلى يزيد بن حاتم بعد الماء عنهم، فابتنى لهم هذه الفسقية وأجرى إليها الماء من ساقية أبي عون الهنائي عامل مصر الأسبق، وأنفق على هذا العمل مالا كثيرا حتى لامه في ذلك أبو جعفر المنصور وقال له:"لم أنفقت مالي على قومك.

## ولايته على المغرب العربي
فقد ارسله أبو جعفر المنصور والي على المغرب العربي بجيش قوامه ستين الف جندي للقضاء ثورة أبو حاتم الكندي قائد الخوارج الذين عاثوا في الأرض فسادا بعد مقتل والي أفريقية والمغرب عمر بن حفص المهلبي

### معركة جبال نفوسة
فمن كان يزيد بن حاتم حين اقترب الا ان ارسل قوتا من جيشه بقيادة سالم بم سوادة التميمي إلى ابي حاتم الخارجي الا انه هزمت عند إذا خرج يزيد بن حاتم المهلبي بنفسه للقاء ابي حاتم الخارجي وكان ابي حاتم الخارجي قد عرف انه لا طاقة له بجيش الخلافة فرحل جبال نفوسة فنزل في اوعر مكان وحتاط لنفسه وجنده فخندق على جيشه في ذلك المكان الوعر الا ان يزيد بن حاتم ومن معه من شجعان العرب لم يهمهم ذلك فلتقوا مع ابي حاتم الخارجي قتتلوا اشد قتال هم الخوارج وصبر يزيد حتى انجلا غبار المعركة عن نصر كبير لجند الخلافة وهزيمة مريرة للخوارج ومقتل قائدهم ابي حاتم الخارجي وكبار قادته وطلب يزيد الخوارج في كل مكان يقتلهم حتى انه قتل منهم ثلاثين الف في ميدان المعركة.

## ضبط أفريقية

### ثورة أبو يحي الهواري
وثار على على يزيد بن حاتم ابويحي بن قرياس الهواري من زعماء الخوارج بناحية من طربلس فرسل اليه يزيد بن حاتم عامله علة طرابلس عبد الله بن السمط الكندي فلتقوا على شاطئ البحر ودارت معركة انتهت بهزيمة ابويحي الهواري ومن معه واستتاب الأمن في أفريقية ليزيد بن حاتم.

## ضبط المغرب الأوسط

### ثورة أبو أيوب الهواري
ومعلوم ان شرقي الزاب في أفريقية وغربيه في المغرب الأوسط المهم انه ثار على يزيد بن حاتم أبو أيوب الهواري في اقليم الزاب فرسل اليه جيشا فرجع مهزوم فارسل اليه جيشا بقيادة المهلب بن يزيد المهلبي وانتصر المهلب على الخوارج وقتل أبو أيوب الهواري واوقع هزيمة منكرة في فرجومة قتل اكثير منهم حتى لم يبقى أحد.

## ثورة كتامة
اما كتامة انه هرب إليهم عبد الرحمن بن حبيب بن عبد الرحمن الفهري بعد هزيمة ابي حاتم غ
فارسل إليهم يزيد بن حاتم جيشا حاصر كتامة ثم حولوا مقاومته انتهاء الامر بهزيمة كتامة وهرب عبد الرحمن بن حبيب ومن معه عن كتامة بعد هزيمتهم.

## ضبط المغرب الاقصى
اما المغرب الاقصى فقد عين يزيد اسحاق بن عبد المجيد الأوربي والي على المغرب الاقصى بطنجة أعلن بنو مدرار باسجلماسة الطاعة للعباسيين وأقاموا الخطبة للخليفة في بغداد.

## انجاز حضاري
يزيد بن حاتم إضافة إلى نشاطه العسكري ان اضاف إنجازا حضاريا وذلك قام بتجديد بناء المسجد الجامع الذي بناه عقبة بن نافع قال بن عذاري "وفي سنة 157، جدد يزيد يناء المسجد الجامع بالقيروان. وكان غاية في الجود والحسن""

## يزيد بن حاتم المهلبي الكريم الجواد
قال صاحب خزانة الأدب «كان يزيد بن حاتم كريم جواد اشتهر بالكرم ومن اجوايد العرب المشهورين وكان يزيد بن حاتم جواداً سرياً مقصوداً ممدوحاً. قصده جماعة من الشعراء فأحسن جوائزهم». قال بن رقيق «حاله في جوده وكرمه وشجاعته وبعد صيته ونفاذ رايه وتقدمه وعلم الخاصة والعامة به يغني عن كثير من شرح امره» وقدم أفريقية فازال الفساد منهاواصلحها ورتب االقيروان في اسواقها وجعل كل صناعة في مكانها وجدد بناء المسجد الجامع حتى ولو قيل انه الذي مصرها لم يبعد من الحق ولو قدمهاولكنه حسنها وزاد في قدرها وكان في الجود، وهو القائل:
ورحل الشاعر ربيعة بن ثابت الرَّقي، المتوفى سنة 198، إلى أرمينية يريد الرفد من أميرها يزيد بن أُسيد السُّلمي، فأقام عنده حولاً فوهب له 500 درهم، ما كانت لتفي برحلته، ثم قصد يزيد بن حاتم أيام إمرته على مصر، فشُغِل عنه يزيد وبقي ببابه شهراً حتى ضجر ونفد ماله، فخرج وهو يقول:
فلما فرغ يزيد من شغله سأل عنه فأُخبر عنه أنه خرج وهو يقول هذا البيت، فأرسل من يجدُّ في طلبه فأتى به فقال كيف قلت فأنشد البيت فقال: شُغِلنا عنك وعجِلتَ علينا، ثم أمر بخفيه فخلعتا من رجليه، وهو خائف، فأمر بملئها مالا وقال: ارجع بهما بدلا من خفي حنين، فلما عزل يزيد عن إمرة مصر قال ربيعة الرقي قصيدة مشهورة قال فيها:
ومن شعراء ذلك الزمان الشاعر ابن المولى المدني، محمد بن عبد الله بن مسلم، مولى بني عمرو ابن عوف من الأنصار، المتوفى سنة 170، وفد على يزيد ين حاتم فمدحه بقصيدة قال فيها:
فدعا يزيد بخازنه وقال: كم في بيت مالي؟ فقال له: من الورِق والعين بقي عشرون ألف دينار، فقال: ادفعها إليه، ثم قال: يا أخي، المعذرة إلى الله وإليك، والله لو أن في ملكي أكثر لما احتجبتها عنك. فمدحه بقصيدة أخرى أحسن فيها كل الإحسان قال فيها:

## عدل يزيد بن حاتم
وكان يزيد بن حاتم يراقب الله في الرعية، وبخاصة من لا ناصر له ولا معين من بين العباد، وكان يقول: ما هبت شيئاً قط هيبتي من رجل ظلمته وأنا أعلم أن لا ناصر له إلا الله فيقول: حسبك الله، الله بيني وبينك. وكان يقرب العلماء والصلحاء، وكان وكيله على ضياعه في العراق الخليل بن أحمد الفراهيدي الأزدي، العالم النحوي الجليل، وكان متعبداً زاهداً، وكان يزيد يجري عليه في كل شهر مئتي درهم، وكان من ندمائه معمر بن سنان أتى به يزيد معه إلى أفريقية،

## وفاة يزيد بن حاتم المهلبي
توفي يزيد بن حاتم في رمضان من سنة 170، ويبلغ من العمر 90عاما وخرج إليه رجل من الشعراء يمدحه، فلما بلغ مصر وجده قد مات، ويبلغ من
فقال فيه: